# Twitchen (Shropshire)
Twitchen – wieś w Anglii, w hrabstwie Shropshire. Leży 36 km na południe od miasta Shrewsbury i 217 km na północny zachód od Londynu.